# Arturo Calle

Logotipo de la marca homónima Arturo Calle.

Arturo Calle (Medellín, 13 de agosto de 1938) es un empresario, modisto y filántropo colombiano. Es el dueño y presidente de la tienda de moda Arturo Calle.

## Biografía
Nació en Medellín. Desde su niñez demostraba su habilidad para las ventas. Su primer contacto con la industria textil fue como mecánico industrial en Hilanderías Pepalfa. En 1958 se radica a Bogotá y comenzó a trabajar en un almacén de camisas ubicado en San Victorino.

En 1988 inauguró la tienda en el centro comercial Unicentro. Para finales de los años 1990, inauguró nuevas tiendas de su marca homónima en Cali,  Medellín y el resto en otras ciudades del país y en países Panamá, Costa Rica, El Salvador y Guatemala. Entre sus visiones de la compañía es la estrategia de negocios de la marca contempla la implementación de nuevas tecnologías, el lanzamiento de nuevas marcas que hace poco vio nacer una enfocada en la ropa infantil, AC Kids el desarrollo de un plan de expansión territorial más amplio. En 2011, inauguraron su Torre Empresarial Arturo Calle en Bogotá, que incluye una flagship store y que hace homenaje a la innovación en el diseño que ha traído Arturo Calle a Colombia.

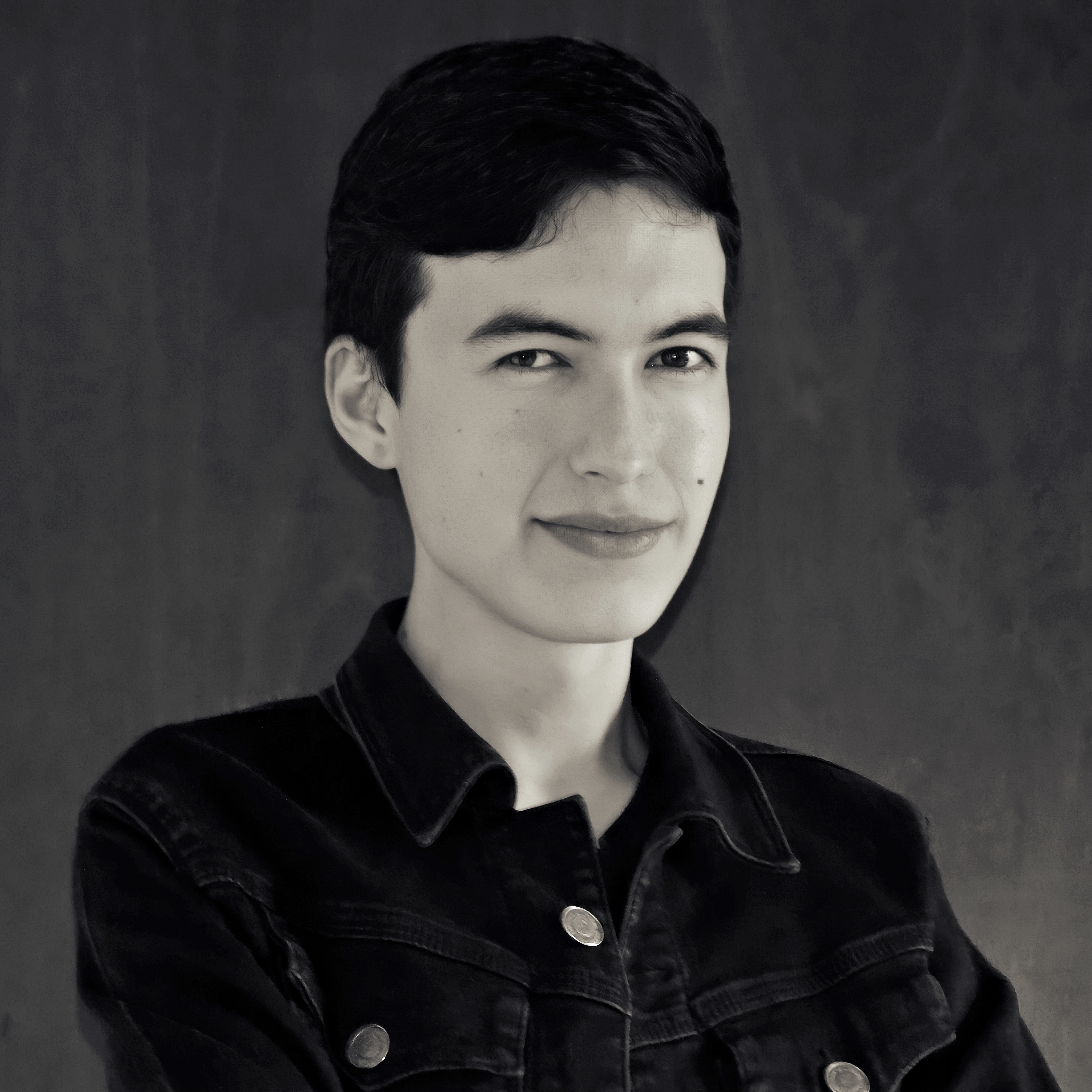
Modelo luce un diseño de la marca.
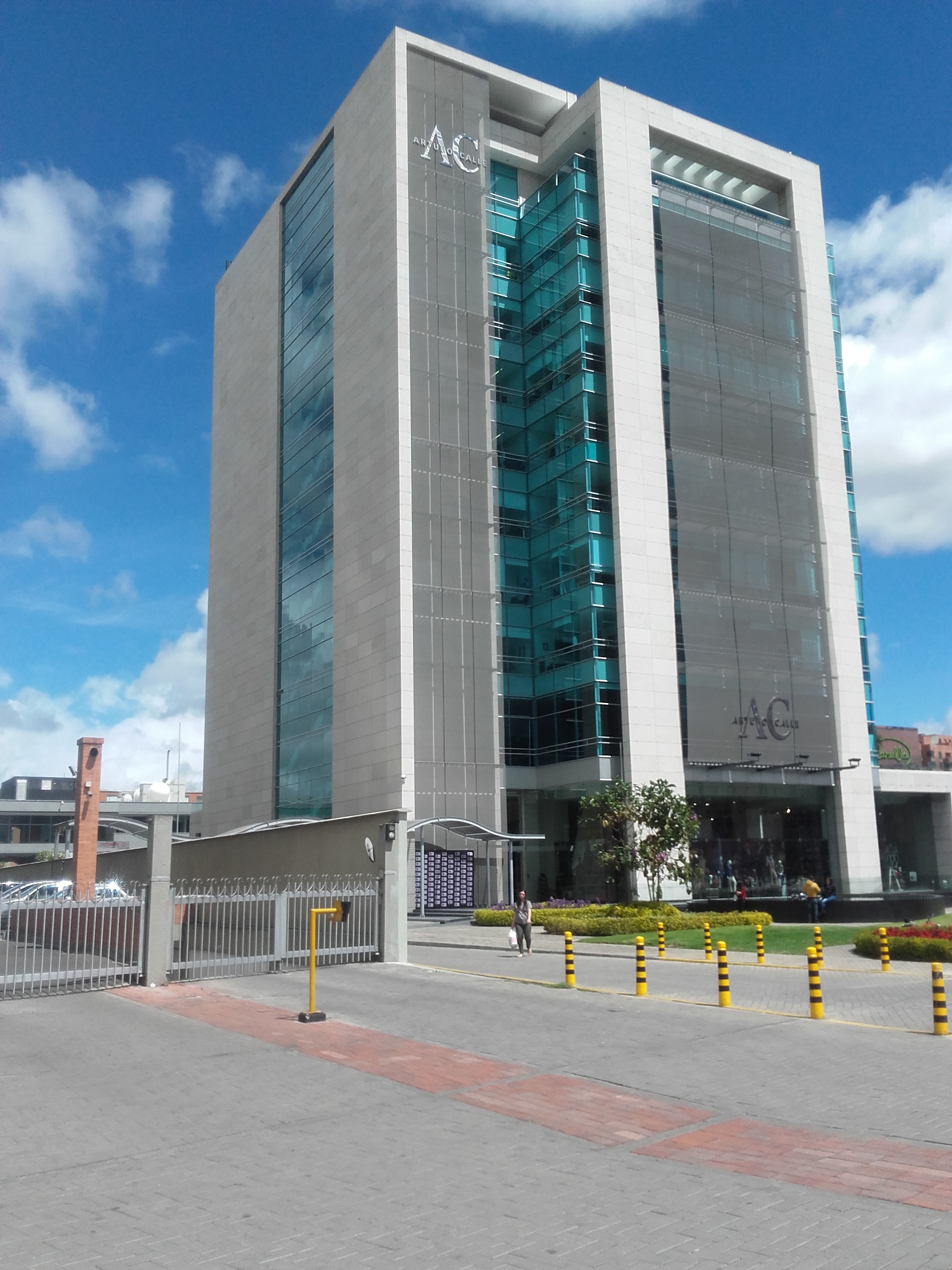
Tienda Arturo Calle en Bogotá, Colombia.